# Жилино (Владимирская область)
Жилино — упразднённая деревня в Александровском районе Владимирской области России.

## География
Урочище находится в северо-западной части области, в зоне хвойно-широколиственных лесов, на левом берегу реки Маленькой, к западу от автодороги 17Н-123, на расстоянии примерно 16 километров (по прямой) к северо-востоку от города Александрова, административного центра района. Абсолютная высота — 216 метров над уровнем моря.

### Климат
Климат характеризуется как умеренно континентальный, с умеренно тёплым летом, холодной зимой, короткой весной и облачной, часто дождливой осенью. Среднегодовая температура воздуха — +3,4 °C. Годовое количество атмосферных осадков — 549 миллиметров, из которых большая часть выпадает в тёплый период.

## История
В «Списке населенных мест Владимирской губернии по сведениям 1859 года» населённый пункт упомянут как владельческое село Александровского уезда, расположенная при колодцах, в 19 верстах от уездного города. В селе насчитывался 30 дворов и проживал 201 человек (103 мужчины и 98 женщин). Имелась православная церковь.
По состоянию на 1905 год, в Жилине имелось 39 дворов и проживало 203 человека. В административном отношении деревня входила в состав Андревско-Годуновской волости.
В советское время входила в состав Годуновского сельсовета Александровского района (в период с 1941 до 1965 годы — в составе Струнинского района). Упразднена решением облисполкома № 382 от 15 апреля 1981 года как фактически не существующая.